# Выбор Хобсона
Выбор Хобсона (англ. Hobson's choice) — кажущаяся свобода выбора при отсутствии реальной альтернативы. Это английское выражение используется для описания ситуации, когда человеку предоставляется иллюзия выбора, но на самом деле он может либо взять то, что дают, либо не брать вообще ничего. Считается, что возникновение выражения связано с Томасом Хобсоном (1544—1631), владельцем конюшни в Кембридже, который предлагал клиентам выбрать лошадь из ближнего ко входу стойла или не брать лошадь вообще.

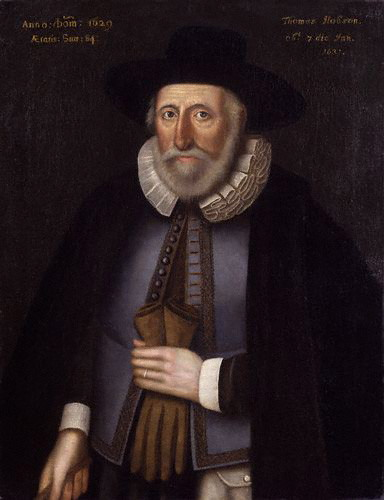
Томас Хобсон, портрет в Национальной портретной галерее, Лондон.

## Происхождение
Согласно табличке под картиной, которую Хобсон подарил Кембриджский ратуше, у Хобсона была обширная конюшня, насчитывающая около 40 лошадей. Благодаря этому у клиентов создавалось впечатление, что при входе в конюшню им предложат лошадей на выбор, но на самом деле лошадь предлагалась одна: Хобсон требовал от клиента брать животное только в ближайшем ко входу стойле. Хобсон ввёл это правило, чтобы предотвратить выбор только лучших лошадей, которые, в итоге, использовались слишком часто. Конюшня Хобсона располагалась на земле, которая сейчас принадлежит Колледжу Святой Екатерины в Кембридже.
Выражение встречается в переписке Джорджа Вашингтона с Александром Гамильтоном. Жалуясь на недостатки нового военного министра Мак-Генри, Вашингтон писал, что знал о недостатках Мак-Генри, но его назначение было «выбором Хобсона».